# El nou Rembrandt
El nou Rembrandt (en anglès: The Next Rembrandt) és una pintura elaborada gràcies a la tecnologia 3D i informació de la tècnica i forma de treball del pintor del barroc neerlandès Rembrandt Harmenszoon van Rijn. L'elaboració del projecte va córrer a càrrec de l'agència holandesa J. Walter Thompson Amsterdam que van assolir l'objectiu per mitjà d'algoritmes profunds d'aprenentatge i tècniques de reconeixement facial.

## Procés d'elaboració
Per fer possible el projecte es va dur a terme una investigació multidisciplinària emprant 168.263 fragments de les 346 pintures que conservem de Rembrandt. Dins d'aquests fragments es van incloure també estudis i anàlisis previs d'historiadors de l'art, contingut de les pintures de l'autor píxel per píxel afegint informació sobre l'estil de treball, pigments habituals en l'obra de Rembrandt, anàlisis d'imatges processades per la ciència de dades, arxius digitals o, escanejos 3D d'alta resolució, esdevenint un total de 150 GB de gràfics renderitzats. Gràcies a això, la intel·ligència artificial va poder entendre la forma de pintar i l'evolució que va experimentar l'artista.

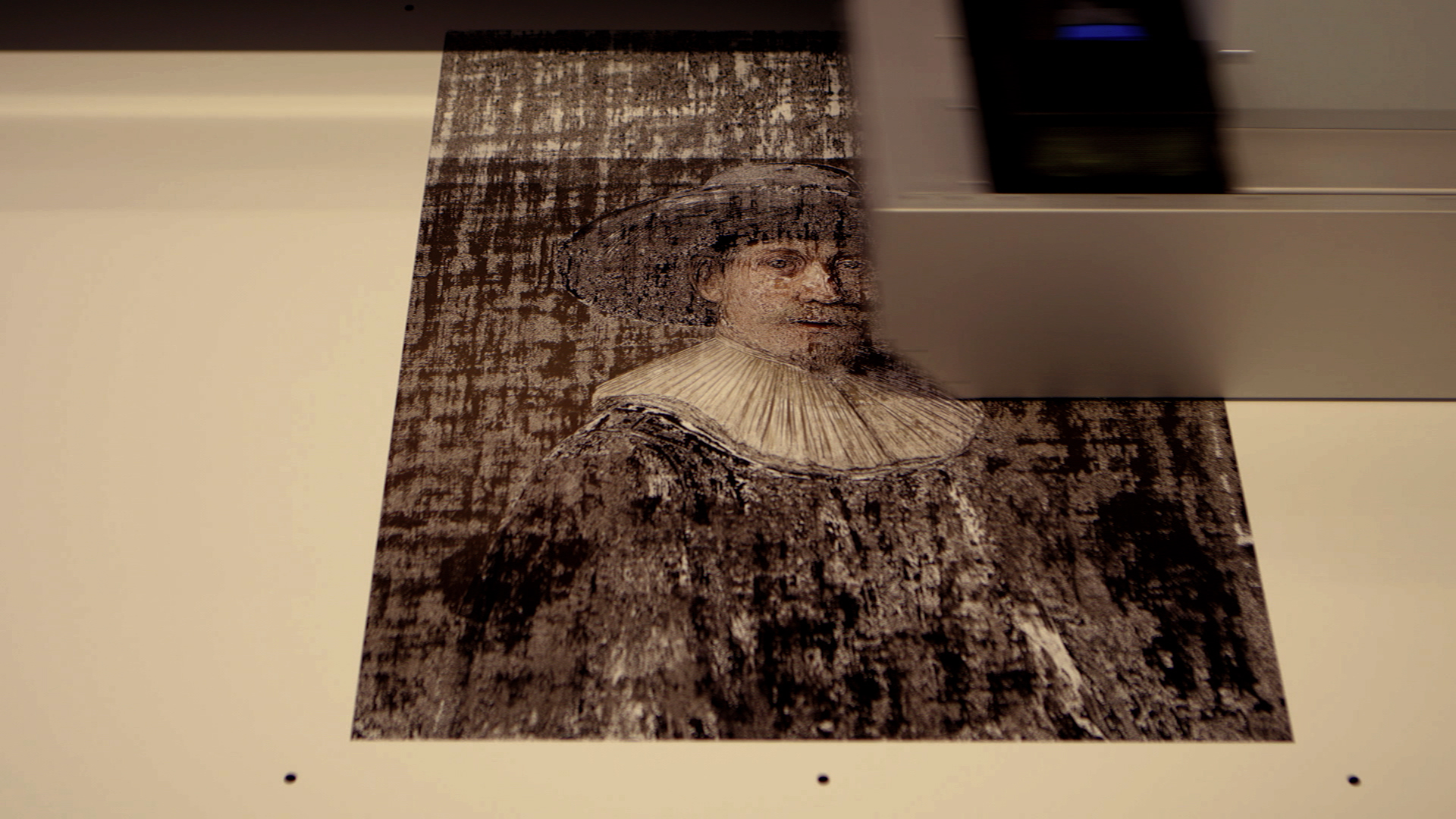
El projecte The Next Rembrandt durant el seu procés d'impressió.

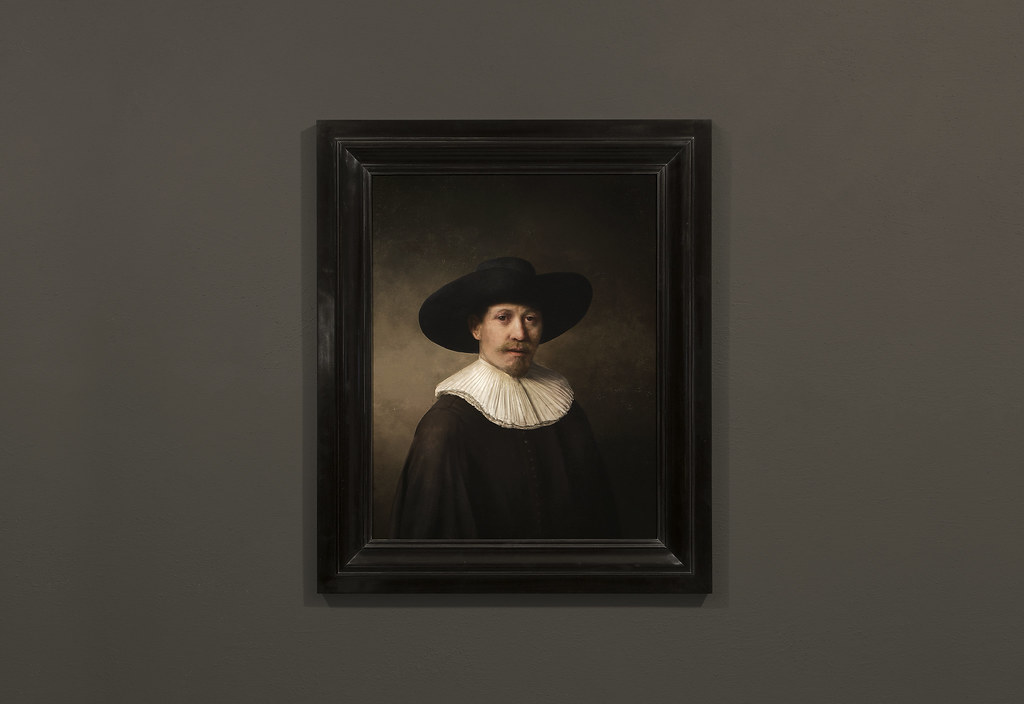
Resultat final del projecte The Next Rembrandt.

Amb els algoritmes de reconeixement facial i d'aprenentatge de les tècniques de Rembrandt, els desenvolupadors van ser capaços de reconèixer els patrons més habituals del pintor. Un cop identificats aquests trets característics de l'artista, l'agència ja va saber que farien un retrat masculí (el 51% dels retrats de Rembrandt eren d'homes), caucàsic i d'entre 30 i 40 anys d'edat. També es va determinar que l'home tindria bigoti, barba o patilles, que vestiria roba fosca amb coll blanc i barret i, que el seu cap estaria inclinat cap a la dreta.
A partir d'aquí, un software específic es va ocupar de les tècniques de l'artista com el clarobscur, l'efecte de relleu i l'esfumat (en italià sfumato). Un altre software va analitzar les mesures, proporcions, estructures i disposició dels ulls, el nas i la boca en tots els quadres existents del pintor. Van establir 60 punts en cada retrat de Rembrandt que els va permetre mesurar la distància entre els diferents elements del rostre.
Un cop creada ja la obra, van estudiar escanejos en 3D de les obres de l'artista per acabar de perfilar detalls com la pinzellada, el relleu, la textura o els pigments habituals. Amb una resolució de més de 149 milions de píxels, l'agència va emprar una impressora 3D que utilitzava per la base tinta ultravioleta. Imprimint vàries capes van aconseguir l'altura i textura final del quadre que emulava així l'aspecte d'una pintura a l'oli.

## Presentació
El projecte el nou Rembrandt va ser presentat el 5 d'abril de 2016 en una exhibició a Amsterdam lloc on Rembrandt va viure i treballar. Des de la seva presentació, el projecte ha guanyat més de 60 premis d'entre els quals destaquen 16 lleons de Cannes, 5 premis D&AD, 10 premis One Show, 8 Eurobest, 8 premis LIA, 6 premis Epica i 3 premis Clio.